# 王世弼
王 世弼（おう せいひつ、生年不詳 - 520年）は、中国の南北朝時代の軍人・官僚。本貫は京兆郡覇城県。

## 経歴
草書や隷書を得意とし、古典を愛好した。南朝斉に仕えて、軍功により游撃将軍の位を受け、軍主となった。寿春に駐屯し、裴叔業とともに北魏に帰順した。景明初年、冠軍将軍・南徐州刺史に任じられ、鍾離に駐屯し、慎県開国伯に封じられた。後に東徐州刺史に転じた。刑罰を濫用し、賄賂を受け取って、御史中尉の李平による弾劾を受けたが、赦免された。長らくして太中大夫の位を受け、征虜将軍の位を加えられた。まもなく河北郡太守として出向し、かつての悪評から一変して清廉な統治で知られた。勃海国の相に転じ、まもなく中山国の内史となり、平北将軍の位を加えられた。正光元年（520年）、在官のまま死去した。豫州刺史の位を追贈された。諡は康といった。

## 子女
- 王会（汝陽郡太守）
- 王由（字は茂道、給事中・尚書郎・東萊郡太守、東魏の初年に元洪威の乱が起こると殺害された）

## 伝記資料
- 『魏書』巻71 列伝第59
- 『北史』巻45 列伝第33